# Narasingapuram (Salem)
Narasingapuram è una suddivisione dell'India, classificata come town panchayat, di 18.677 abitanti, situata nel distretto di Salem, nello stato federato del Tamil Nadu. In base al numero di abitanti la città rientra nella classe IV (da 10.000 a 19.999 persone).

## Geografia fisica
La città è situata a 11° 35' 54 N e 78° 34' 31 E.

## Società

### Evoluzione demografica
Al censimento del 2001 la popolazione di Narasingapuram assommava a 18.677 persone, delle quali 9.519 maschi e 9.158 femmine. I bambini di età inferiore o uguale ai sei anni assommavano a 1.713, dei quali 899 maschi e 814 femmine. Infine, coloro che erano in grado di saper almeno leggere e scrivere erano 13.734, dei quali 7.499 maschi e 6.235 femmine.